# Holmesburg
Holmesburg ist ein Stadtteil im Bezirk Near Northeast (Innerer Nordosten) der US-amerikanischen Millionenstadt Philadelphia, Pennsylvania. Er liegt rund 15 Kilometer nordöstlich des Stadtzentrums. Der Ort ist nach dem Entdecker Pennsylvanias und Vertrauten William Penns, Thomas Holme, benannt und ist eine der ältesten Siedlungen Pennsylvanias. Der Stadtteil ist im 20. Jahrhundert vor allem durch seine Gefängnisse bekannt geworden. Die Postleitzahl lautet 19136.

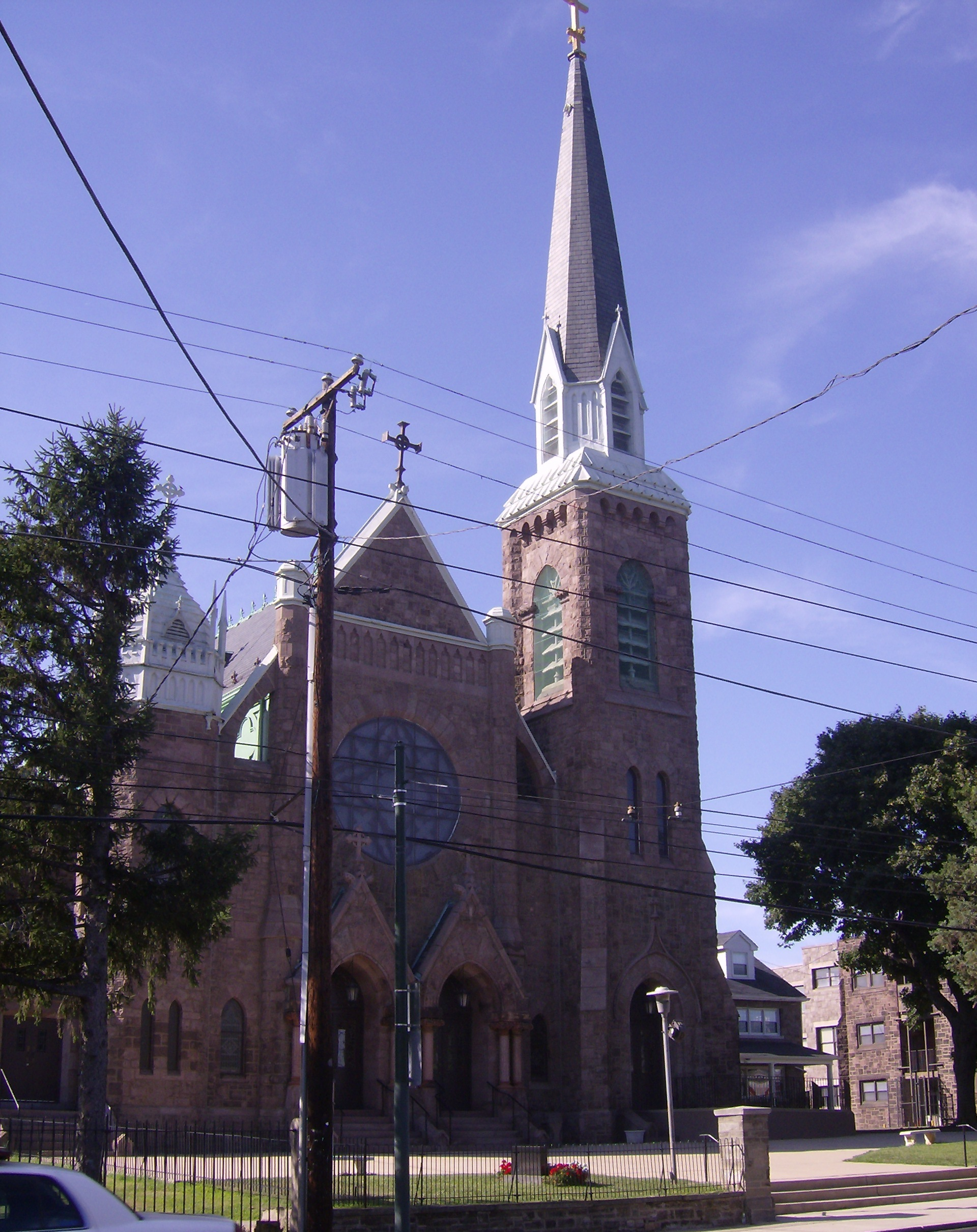
Die römisch-katholische Dominikus-Kirche von 1849 an der Frankford Avenue.

Der Stadtteil befindet sich auf einer Anhöhe südwestlich des Pennypack Creek etwa zwei Kilometer oberhalb seiner Mündung in den Delaware. Die Hauptstraßen bilden die Frankford Avenue und die Rhawn Street, die sich im einstigen Siedlungskern im rechten Winkel kreuzen. Die Grenzen des Stadtteils bilden der Pennypack im Norden, der Delaware im Südosten und die Sheffield Avenue im Südwesten. Die Grenze nach Nordosten zu Torresdale ist eher unscharf. Als mögliche Grenzlinien gelten der Pennypack oder die etwa 1,5 Kilometer weiter entfernt verlaufende Academy Road. Für letztere Grenzziehung sprechen das Holmesburg Shopping Center und die Gefängnisse, die mehrheitlich auf der Torresdaler Seite des Pennypack liegen.

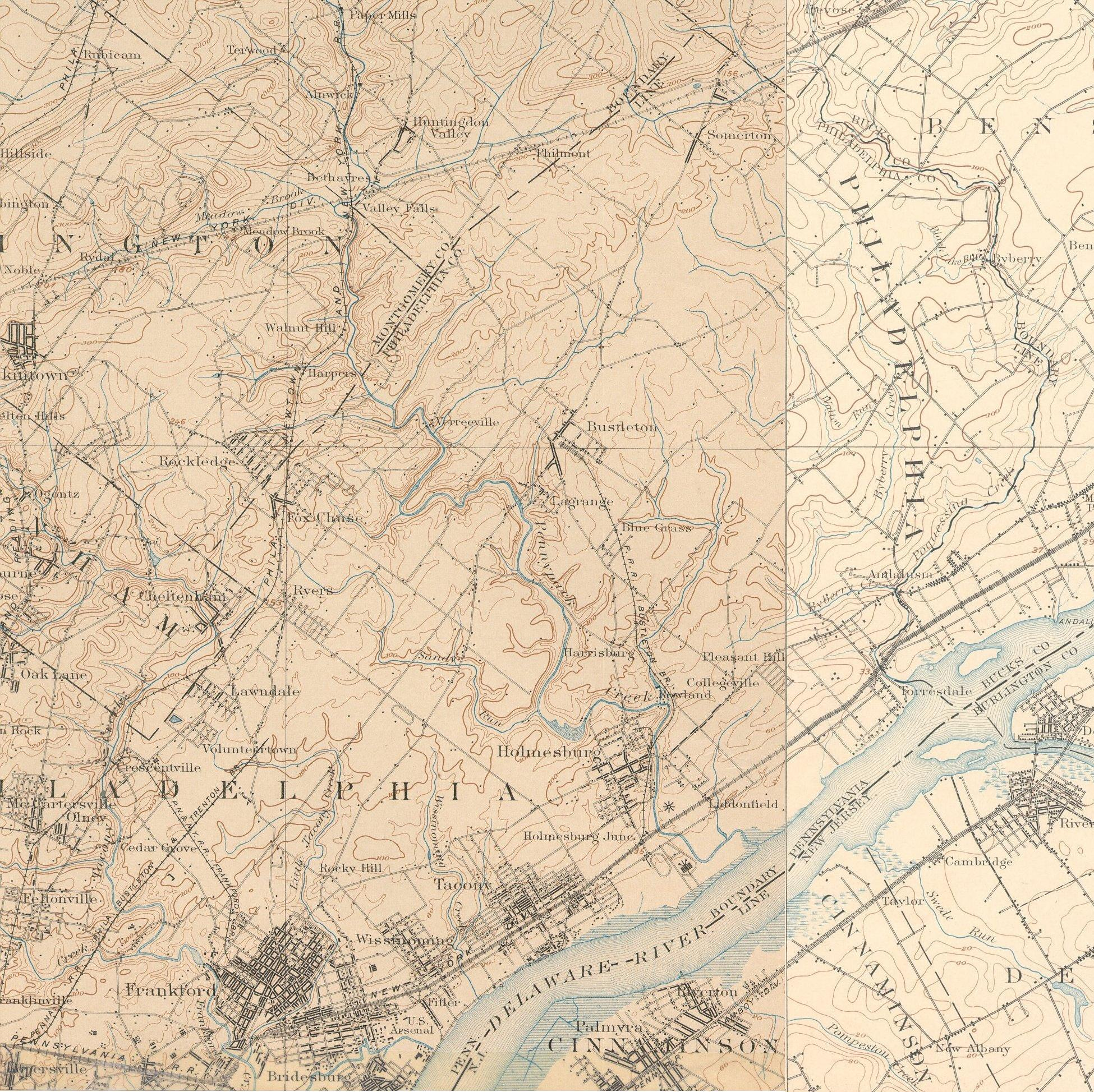
Die Gegend um Holmesburg um 1900.

Holmesburg liegt an der Stelle, die einst als Standort für die Quäker-Hauptstadt Philadelphia vorgesehen war. Nachdem William Penn 1681 das heutige Pennsylvania für seine Quäker-Kolonien erhalten hatte, sandte er seinen Vertrauten Thomas Holmes dorthin auf Erkundungsreise. Dieser schlug jene Anhöhe als Standort für Penns Hauptstadt Philadelphia vor. Die Lage gerade oberhalb der Springtide des Delaware hätte die Kolonie vor der Flut geschützt und ganzjährig per Schiff erreichbar gemacht. Dazu hätte sich der Siedlungskern auf einer Anhöhe befunden, die von drei Seiten von Pennypack Creek umgeben war. Penn zog es jedoch vor, seine Stadt weiter unten am Delaware an ihrem heutigen Ort zu errichten. Als Dank für seine Dienste erhielt Holmes jedoch den von ihm ausgewählten Landstrich und gründete an jenem Ort Holmesburg.

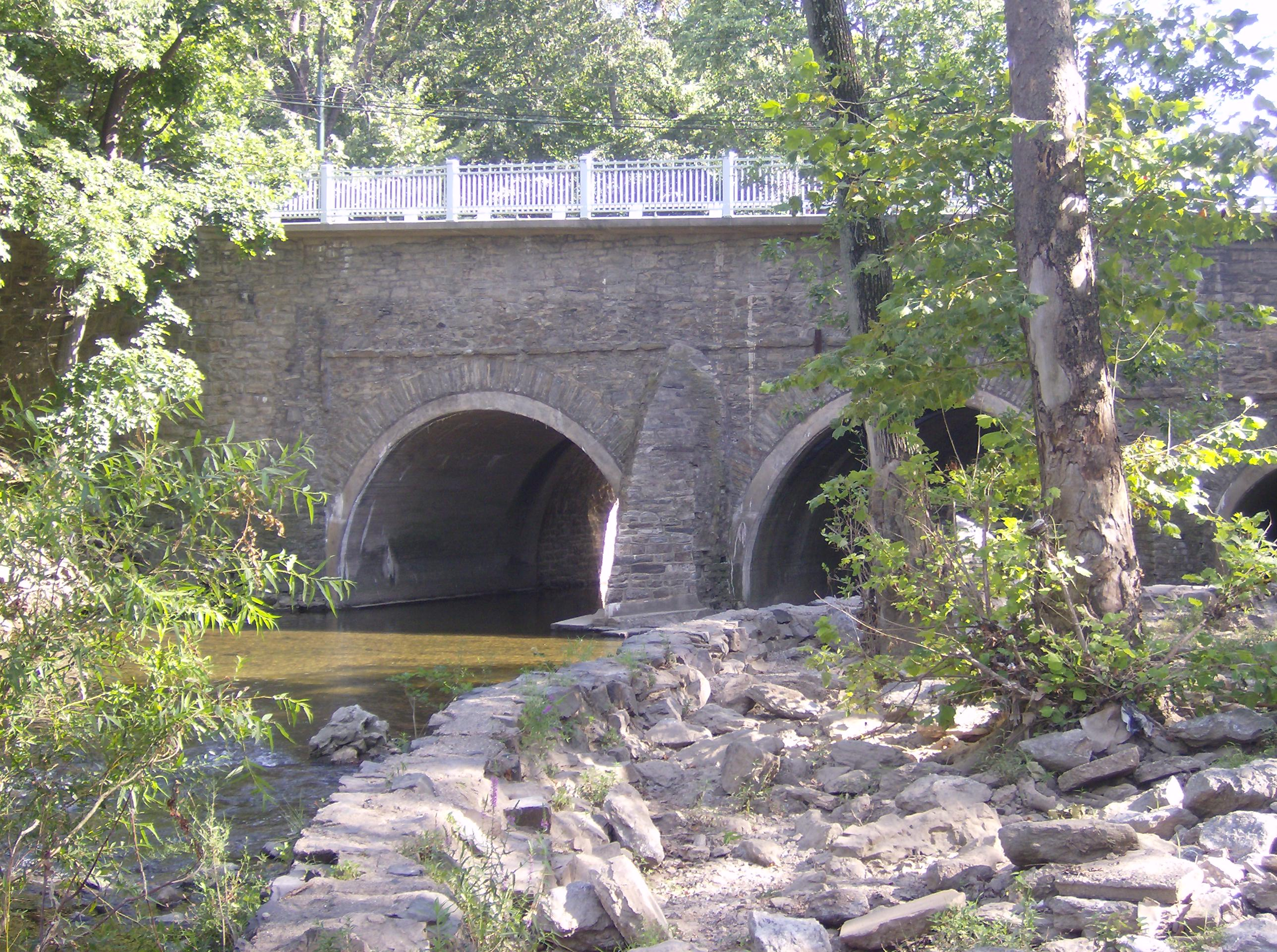
Die steinerne Brücke über den Pennypack von 1679.

Die seit jeher wichtigste Straße des Ortes ist die Frankford Avenue. Sie war Teil der Route New York–Philadelphia–Wilmington, der einst wichtigsten Handelsstraße an der amerikanischen Ostküste, die hier oberhalb des Überschwemmungsgebietes des Delaware über den Pennypack Creek führte. Die Wichtigkeit dieser Strecke erforderte bereits Ende des 17. Jahrhunderts den Bau einer befestigten Flussquerung. Die 1697 fertiggestellte Bogenbrücke ist die älteste steinerne Brücke der Vereinigten Staaten. Sie steht seit 1997 unter Denkmalschutz und ist immer noch in Betrieb.
Die wichtigste Verkehrsader ist die Interstate 95, die am Ufer des Delaware entlangführt. Es gibt im Bereich Holmesburg zwei Ausfahrten, eine an der Cottman Avenue im Südwesten und eine an der Academy Road im Nordosten. Die Bahnstation Holmesburg Junction liegt am Nordost-Korridor am Abzweig des Bustleton Branch, einer Güterbahn der einstigen Pennsylvania Railroad. Der Bahnhof wird von Regionalzügen der SEPTA-Linie R7 Trenton–Chestnut Hill East bedient. Die Reisezeit in die Innenstadt beträgt etwa 30 Minuten. Der geplante Anschluss an Philadelphias Hochbahn, die Market–Frankford Line, wurde nicht verwirklicht.
Holmesburg ist Standort sämtlicher Gefängnisse Philadelphias. Die erste Haftanstalt mit dem Namen Holmesburg Prison eröffnete 1896 an der Torresdale Avenue. Sie wurde 1995 von der Curran-Fromhold Correctional Facility (CFCF) abgelöst. In der zweiten Hälfte des 20. Jahrhunderts kamen noch weitere Anstalten hinzu, das Detention Center, das Philadelphia Industrial Correctional Center (PICC), die Riverside Correctional Facility und das Alternative and Special Detention’s Central Unit. Diese Anlagen befinden sich südöstlich der State Road direkt am Delaware.